# 枇杷島村
枇杷島村（びわじまむら）は、かつて新潟県刈羽郡にあった村。

## 沿革
- 1889年（明治22年）4月1日 - 町村制施行に伴い刈羽郡枇杷島村、剣野村が合併し、枇杷島村が発足。
- 1901年（明治34年）11月1日 - 刈羽郡鏡里村（一部）と合併して、枇杷島村を新設。
- 1928年（昭和3年）12月1日 - 刈羽郡柏崎町に編入され消滅。

## 村長
- 原吉郎